# Beşparmak
Gorovje Beşparmak (latinsko Latmus; starogrško Λάτμος, latinizirano: Latmos) je greben številnih vrhov v provincah Muğla in Aydın v Turčiji in poteka v smeri vzhod-zahod vzdolž severne obale nekdanjega Latmijskega zaliva na obali Karije, ki je postala del helenizirane Jonije. Mesto Latmus, ki je na južnih pobočjih gore Latmus 25 kilometrov vzhodno od Mileta, je bilo prvotno pristanišče v ozkem zalivu, kot poroča Strabon. Prav tako navaja, da je Latmus enak gora Phtires v Katalogu Trojancev.
Ustje zaliva Latmus se je že v antiki začelo polniti z usedlinami iz reke Veliki Maeander (Büyük Menderes), ki se je izlivala vanj. Do leta 300 pred našim štetjem se je za močvirjem ustja oblikovalo jezero Bafa. Slanost se je postopoma zmanjševala in bi bila zdaj sladka voda, razen da kanali v Egejsko morje uvajajo slani element. Ekologija ostaja somornica, jezero pa je postalo zatočišče za ptice. Njegova površina 7 kvadratnih kilometrov z največjo globino 25 metrov se še vedno razteza od vznožja zahodnega izboka gore Latmus, čeprav se je starodavno srednje veliko mesto  Herakleja pod Latmosom (Heraclea ad Latmum), ki je izgubilo pristanišče, po velikosti in zmogljivosti zmanjšalo v majhno vas Kapikiri.
Beşparmak se razprostira daleč čez Kapikiri na vzhodu na skupni razdalji približno 35 kilometrov, široko od 5 do 10 kilometrov. Globoko ga razjedajo različni potoki v ostroge. Izbok, ki se vidi iz Kapikirija, je en Dağ ali 'gora', vendar je celoten greben z vsemi vrhovi Dağlar, v bistvu pogorje. Starodavni pisci so na splošno prepoznali zahodno izboklino nad zalivom kot Latmus, Strabon pa poroča, da se je greben na vzhodu imenoval gora Grium in se je raztezal skozi Karijo.

## Geologija
Morfotektonska konfiguracija Anatolije in Egejskega morja je posledica premikov celin, povezanih z alpidsko orogenezo, območjem gradnje gora, ki je posledica trka Afriške in Arabske plošče z Evrazijsko ploščo. Prvi sta drseli pod drugi, stiskali in dvigovali rob ter ustvarjali cone metamorfnih kamnin iz zgodnejših plasti sedimentnih kamnin. Ta območja v Egejskem morju predstavljajo številni masivi, ki so bili prvotno pokopani s subdukcijo skorje: Rodopi, Kazdag, Menderes, Kikladski masiv in Kreta.
Zaradi različnih geoloških razlogov, ki so jih različni geologi različno modelirali, je območje stiskanja v Egejskem morju postalo območje raztezanja: območje se je razširilo in kupolasti ali jajčasti masivi so bili odkriti ali izkopani iz subdukcijskih območij in se dvignili z izostazijo. V primeru masiva Menderes, ki meri 40.000 km2, so razlogi bolj znani zaradi geoloških raziskav v osrednji Turčiji. Anatolija je trikotni blok, ki je nastal zaradi križišča severno- in vzhodnoanatolskih prelomov v osrednji Turčiji. Ko se proti severu pritiska Arabska plošča potiska proti temu klinu, slednji zdrsne proti zahodu, vendar se širok konec odpre vzdolž prelomnih črt kot žarki pahljače, ki sega masiv proti severo-severovzhodu in jugu. Temu pravimo bivergentni (razhaja se na dveh mestih) model.
Celoten masiv je s kraško topografijo skoraj tako razdeljen na tri odseke: masiv Gordes severno od Alasehirja ali Gediz grabna, masiv Cine južno od Büyük Menderes grabna in osrednji masiv med njima. Slednjega kot razcepljeni jezik razcepi Küçük Menderes Graben na Kuzeyjev ocep na severu in Guney odcep na jugu. Gora Mycale je del Guney odcepa, medtem ko je Latmus v Cine masivu.
Graben so skromne riftne doline. V graben je prišlo do nekaj majhnih vdorov magme, ki se zdaj pojavljajo kot izdanki granito-diorita. Datacija na tankih odsekih monazita, pridobljenih iz najzgodnejših izkopanih kamnin grabna, nakazujejo »... da se je kenozojski podaljšek v masivu Gordes in morda celoten masiv Menderes morda začel v poznem oligocenu.« Kljub tem redkim vdorom, masiv ni vulkanskega izvora. Večino vidne plasti predstavljajo lahke, metamorfne kamnine različnih vrst, predvsem marmor in skrilavci.
Razen za aluvialne stožce neprepustne gline je kamnina zelo porozna zaradi mreže majhnih prelomov, ki se potopi v toplejše predele pod površjem. Pogosti so topli izviri in hlapi, ki dajejo videz vulkanske dejavnosti. V antiki so medkulturno obravnavali te pojave, kot da jih povzročajo božanstva, ki jih skalne podobe kažejo, da so jih častili. Severna pobočja Latmusa so izpostavljena težkim in škodljivim zemeljskim plazovom, kar bi prav tako prispevalo k ideji, da je bil bog.

## Mitologija
Na Latmusa verjetno aludira Homer, ko govori o gori Ftirijcev v bližini Mileta. Latmus se v grški mitologiji pojavlja kot mesto jame, kjer Selenina sopotnica Endimion leži večno mlada in lepa v blaženem spanju.

## Prazgodovina
Od leta 1994 so v plitvih jamah in previsih blizu izvirov ob vznožju gore Latmus nad jezerom Bafa odkrili približno 170 skalnih poslikav. Na dan so prišli v raziskavi, ki jo je izvedla Anneliese Peschlow z Nemškega arheološkega inštituta. Peschlowova datira najstarejše v približno 6000 pred našim štetjem in na podlagi drugih ugotovitev meni, da je bila regija od takrat neprekinjeno zasedena. Trenutno si prizadeva, da bi goro Latmus zaščitili kot narodni park.
Podobe, ki so v celoti izdelane v rdeči barvi, prikazujejo predvsem družbene in verske prizore. Različni prikazi gore vključujejo zmaja, kar kaže, da so ga častili kot boga; to pomeni, da je bil Latmus sveta gora vsaj že v zgodnji bronasti dobi.
Palinološka študija dveh sedimentnih jeder iz leta 2004, odvzetih iz jezera Bafa blizu Kapikirija (Baf S1) in iz zahodne globine (Baf S6), kaže na zaporedje bivališč v dolini reke Büyük Menderes in obrežju Latmusa, ki se zdi, da podpira zgodnjo zgodovino regije. Baf S1, ki vsebuje najstarejšo usedlino, je razporejen v štiri pododdelke, prva radiokarbonska datacija sega pred 4000 pr. n. št.
Iz cvetnega prahu iz pododdelka 1 je mogoče sestaviti model  rahlo pašenega vrhunskega gozda iz listavcev hrasta in bora: 27,6 % puhasti hrast (Quercus pubescens), 14,6 % bor (Pinus) in manjše koncentracije Isoetes histrix. Nizke ravni pašnega plevela, Ozkolistni trpotec (Plantago lanceolata), kažejo na nizko raven paše s strani živali, ki so pripadale domorodcem, ki so živeli nekje drugje. Ni dokazov, da so se naselili ali gojili pridelke v regiji.
Pododdelek 2, datiran od 1240/1126 pr. n. št. do 710/558 pr. n. št., predstavlja naselje iz faze okupacije Beyşehir v južni Anatoliji, datirane tam od 3500/3000 pr. n. št. do 1500 pr. n. št. Ima poseben palinološki profil »sekundarnih antropogenih kazalnikov«; torej ne cvetni prah kulturnih rastlin, ampak drugih vrst, ki rastejo na obdelovalnih zemljiščih: določeni odstotki Plantago lanceolata, mala strašnica (Sanguisorba minor), Pistacia, Platanus, Quercus calliprinos in brin (Juniperus).
Profil jezera Bafa prikazuje zamenjavo listavcev hrasta in bora z vrstami makije: Phillyrea, Cistus, Ericaceae; sadna drevesa: Olea, Castanea in kmetijski pleveli: Plantago lanceolata in Juniperus. Ogljik v usedlini nakazuje, da je bil gozd očiščen s posekom in zažigom. To obdobje ustreza naseljevanju Karijcev na tem območju, ki so se očitno priselili iz južne Anatolije. Obstaja pollegendarna tradicija, da so podredili drugo predhelensko ljudstvo, Lelege, vendar dokazi niso dovolj natančni, da bi rekli, ali so bili domorodci vsi ali delno Lelegi. Ker so Karijci častili Endimiona, so ga morda pripeljali v tem času.
Pododdelek 3 razkriva opustitev očiščenih površin, zaton Olea in širjenje Pistacia, Pinus brutia in Quercus coccifera (namesto listnatega hrasta) na prej očiščenih zemljiščih in v makiji. Ker je to čas vzpona Jonije, palinološki scenarij nakazuje premik prebivalstva iz kopnega v novo naseljena ali razširjena velika mesta Jonske lige. Pododdelek 4 in Baf S6 nadaljujeta s katalogizacijo vrnitve sadnega drevja, ponovnega čiščenja zemljišč za pašnike, sajenja rži in drugih žit, končne destabilizacije tal s prekomerno uporabo, denudacije in pospeševanja sedimentacije. Po zapiranju zaliva, da se je oblikovalo jezero, sta se prebivalstvo in raba zemljišč okoli Latmusa zmanjšala na trenutno nizko raven, vendar je dolina reke obdelana.

## Zgodovina
Latmus je postal član Delsko-atiške pomorske zveze v 5. stoletju pred našim štetjem. V 4. stoletju je perzijski satrap (Karijec) Mavzol iz Halikarnasa z zvijačo zavzel mesto  in ga utrdil z obzidjem;  pod vplivom helenizacije je bilo mesto ponovno ustanovljeno kilometer proti zahodu  na premočrtnem mrežnem sistemu  kot Herakleja pod Latmosom, posvečeno junaku Herakleju. Med ruševinami je zgrajena sodobna vas Kapıkırı.
Temenos ali Endimionovo svetišče s predgrškim poreklom je bilo obnovljeno v helenističnih časih in ga je še vedno mogoče videti na vzponu južno od starodavnega mesta.  Objekt je obrnjen proti jugozahodu; ima celo s podkvasto zadnjo steno, ki je delno izrezana iz podlage, z vhodom in stebrastim preddverjem.
Atenin tempelj v Herakleji razkriva svoje zgodnejše temelje, ker niso usklajeni s helenističnim uličnim vzorcem.
V bizantinskih časih je gora, znana kot Latros, postala cvetoče samostansko središče. Po izročilu so prvo samostansko skupnost ustanovili sinaitski menihi, ki so bežali pred muslimanskimi osvajanji v 7. stoletju. Do začetka 10. stoletja so bili trije samostani, do leta 1222 pa je samostanska skupnost Latros štela 11 samostanov. Vendar je proti koncu stoletja začela upadati zaradi vse večjih turških napadov in je izginila v 14. stoletju.  Endimion je bil pokristjanjen kot mistični svetnik, katerega krsto so vsako leto odprli in katere kosti so oddajale glasbene tone, mesto pa je privabljalo romarje. V 9. stoletju je bil Jožef Himnograf pobrit v samostanu Latmus.
Železovo rudo so na tem območju kopali od začetka 20. stoletja.
Leta 2018 so vaščani uničili štiri kilometre starodavne kamnite ceste, ki povezuje starodavni mesti Alinda in Latmus, da bi naredili prostor za svoje oljčne nasade.

## Galerija
- Herakleja pri Latmusu – obrambni stolpi
- Agora
- Kamnit zid, ki podpira agoro
- Atenin tempelj, ki se vidi z agore
- Pogled proti bizantinskemu gradu iz Ateninega templja
- samostan na otoku v jezeru Bafa
- bizantinski grad
- Vas Kapiri z jezerom Bafa v ozadju